# Atletica leggera ai Giochi della XXIX Olimpiade - Salto triplo maschile

Video della Finale

Ai Giochi della XXIX Olimpiade, tenutisi a Pechino nel 2008, la competizione del salto triplo maschile si è svolta il 18 e il 21 agosto presso lo Stadio nazionale di Pechino.

## Presenze ed assenze dei campioni in carica
| Competizione         | Atleta             | Prestazione | Pechino 2008 |
| -------------------- | ------------------ | ----------- | ------------ |
| Olimpiadi 2004       | Christian Olsson   | 17,79 m     | Infortunato  |
| Commonwealth 2006    | Phillips Idowu     | 17,45 m     | Presente     |
| Europei 2006         | Christian Olsson   | 17,67 m     | Infortunato  |
| Coppa del mondo 2006 | Walter Davis       | 17,54 m     | 4º ai Trials |
| Asiatici 2006        | Li Yanxi           | 17,06 m     | Presente     |
| Panamericani 2007    | Jadel Gregório     | 17,27 m     | Presente     |
| Mondiali 2007        | Nelson Évora       | 17,74 m     | Presente     |
|                      |                    |             |              |
| Mondiali junior 2004 | Godfrey K. Mokoena | 16,77 m     | Assente      |

1. ↑  Sotto la bandiera della Gran Bretagna.

## Gara
Ben 12 atleti raggiungono la misura di qualificazione: non succedeva in una competizione mondiale dal 1993.
Phillips Idowu guida la graduatoria con 17,44. Dietro di lui il portoghese di origine ivoriana Nelson Évora con 17,34.
Sono questi due atleti a dominare la Finale. Apre le ostilità Idowu con 17,51. Évora risponde al secondo turno con 17,56. Idowu si vede soffiare anche la seconda posizione: il cubano Arnie David Giralt salta 17,52 stabilendo il record personale. Al terzo turno la gara si infiamma: Idowu atterra a 17,62 e ritorna in testa alla classifica; il bahamense Leevan Sands realizza il record nazionale con 17,59 e si porta in terza posizione. Al quarto turno Évora mette tutti d'accordo con un salto a 17,67 con cui si aggiudica la gara.
Negli ultimi due turni nessuno riesce a mantenersi sui propri livelli, tranne Giralt che avvicina il fresco primato personale con 17,48.

## Classifica finale
Giovedì, 21 agosto, ore 20:25,  Stadio nazionale di Pechino.
| Pos     | Paese e Atleta       | Ordine di salto | 1ª prova | 2ª prova | 3ª prova | 4ª prova | 5ª prova | 6ª prova | Misura | Note                                    |
| ------- | -------------------- | --------------- | -------- | -------- | -------- | -------- | -------- | -------- | ------ | --------------------------------------- |
| Oro     | Nelson Évora         | 5               | 17,31    | 17,56    | x        | 1767     | 17,24    | 16,52    | 17,67  | Miglior prestazione mondiale stagionale |
| Argento | Phillips Idowu       | 7               | 17,51    | 17,31    | 17,62    | x        | 17,26    | 16,41    | 17,62  |                                         |
| Bronzo  | Leevan Sands         | 8               | 16,91    | 16,55    | 17,59    | 17,26    | 17,32    | x        | 17,59  | Record nazionale                        |
| 4       | Arnie David Giralt   | 9               | 17,27    | 17,52    | 17,24    | 17,48    | x        | 17,08    | 17,08  | Miglior prestazione personale           |
| 5       | Marian Oprea         | 12              | 17,22    | x        | x        | x        | x        | 16,69    | 17,22  |                                         |
| 6       | Jadel Gregório       | 4               | 17,14    | 16,55    | 13,79    | 16,83    | 16,78    | 17,20    | 17,20  |                                         |
| 7       | Onochie Achike       | 11              | 16,74    | x        | 17,17    | x        | 17,04    | x        | 17,17  |                                         |
| 8       | Viktor Kuznjecov     | 6               | 16,71    | 16,87    | x        | 16,81    | 16,48    | x        | 16,87  |                                         |
| 9       | Igor' Spasovchodskij | 3               | 16,79    | 16,37    | 15,63    |          |          |          | 16,79  |                                         |
| 10      | Li Yanxi             | 10              | 15,93    | 16,35    | 16,77    |          |          |          | 16,77  |                                         |
| 11      | Momčil Karailiev     | 1               | 16,48    | 16,39    | 16,38    |          |          |          | 16,48  |                                         |
| 12      | Héctor Fuentes       | 2               | 15,92    | x        | 16,28    |          |          |          | 16,28  |                                         |

Legenda:
- MS = Migliore prestazione mondiale dell'anno;
- RN = Record nazionale;
- RP = Record personale;
- NP = Non sceso in pedana.